# Sony Xperia M5 Aqua

El Sony Xperia M5 Aqua es un teléfono inteligente de gama media, que reemplaza al Xperia M4 Aqua. El teléfono fue presentado el 3 de agosto del 2015 junto con el Xperia C5 Ultra. mejora algunos de sus apartados, como la memoria interna disponible y el procesador, más potente y eficiente.
También su calidad fotográfica crece algunos puntos, sobre todo con la cámara frontal, que consigue resultados bastante cercanos a la principal. 
Comparte la protección contra el agua y el polvo con el Sony Xperia Z5; de gama alta. El teléfono está señalado cómo un «Super Gama Media».

## Características
Se trata del sucesor del Sony Xperia M4 Aqua.
Dispone de una pantalla de 5", con resolución 1080x1920. Su batería, de 2600 mAh, no es extraíble, ya que el dispositivo es "unibody" y está protegido contra agua y polvo, en la línea del Xperia Z5, que es el modelo de alta gama de la marca. 
Dispone de un procesador MediaTek Helio P10, de 8 núcleos que rinden a 2Ghz. Esto se asocia con sus 3Gb de Ram para conseguir un rendimiento bastante fluido, con lo cual es posible disfrutar de una experiencia multimedia satisfactoria y digna de dispositivos más avanzados y caros. 
Asimismo, su memoria interna es de 16gb, pero gracias a la posible utilización de una tarjeta microSD, se puede expandir esa capacidad hasta 200Gb más. Ésta es una característica que tiene como objetivo principal paliar la escasa capacidad de almacenamiento, para que sea posible guardar todo tipo de documentos sin necesidad de utilizar un ordenador o un dispositivo externo. 
Su cámara es de buena calidad, con 21,5 mpx , consiguiendo un buen rendimiento en cuanto a videos y fotografías sin mucho esfuerzo. La cámara frontal, de 13 mpx, asegura una calidad similar, y se integra en el marco sobre la pantalla.
Su sistema operativo es Android 5 Lollipop. Sony tiempo después actualizó este modelo a la versión de Android 6 Marshmallow.

### La Evolución de la Gama
Finalmente, el Xperia M5 Aqua fue reemplazado por el Xperia E5 que, sin embargo, disponía de unas prestaciones más honestas, como un procesador de menor potencia. Y, al ser el M5 Aqua un dispositivo de gama media alta, la posterior opción más lógica, en caso de optar por seguir con la línea Xperia al renovar el dispositivo, sería la elección de un Xperia X, modelo que escalaba una posición hacia la gama Z y que también dio buenos resultados a la marca.
Más recientemente, la gama M, ya desaparecida, tiene un buen reemplazo con los Sony Xperia de la gama L, siendo, a fecha 2019, el L3 el último de sus modelos.